# Rob Ruijgh
Rob Ruijgh (Heerlen, 12 novembre 1986) è un ex ciclista su strada olandese, attivo tra gli Elite dal 2005 al 2018.

## Carriera

### 2004-2009: categorie giovanili e dilettanti
Nel 2004, tra gli juniors, Rob Ruijgh vinse il prestigioso Giro della Lunigiana, prova di Coppa del mondo UCI Juniors, e concluse al quinto posto nella classifica di Coppa. Nello stesso anno partecipò anche ai mondiali juniors a Verona.
Nel 2005 passò alla squadra Continental belga Amuzza.com-Davo; in stagione vinse una tappa all'OZ Wielerweekend, concludendo al terzo posto della generale, e fu sesto alla Flèche Ardennaise. Nel 2006 si trasferì alla squadra olandese Rabobank Continental, squadra riserve della formazione ProTour Rabobank. Nel corso della stagione fu sesto al Triptyque des Barrages, dominato dalla sua squadra (5 corridori tra i primi sei), dodicesimo alla Parigi-Tours Espoirs e tredicesimo al Circuito Montañés.
Nel 2008 corse per la squadra Continental tedesca Sparkasse. In stagione con la squadra nazionale Under-23 fu sedicesimo al Giro delle Regioni, settimo al Tour des Pyrénées, diciottesimo al Giro della Valle d'Aosta, e partecipò ai mondiali di Varese, concludendo 59º nella prova in linea under-23. Nel 2009 corse per la squadra PPL-Belisol, vincendo in Belgio la Romsée-Stavelot-Romsée e una tappa al Tour de Liège. Nel mese di agosto passò come stagista alla Vacansoleil. Con questa squadra concluse quinto alla Druivenkoers a Overijse e undicesimo al Tour of Britain, risultati che gli consentirono di ottenere un contratto da professionista per la stagione successiva.

### 2010-2013: professionista con la Vacansoleil
Rob Ruijgh debuttò tra i pro al Tour of Qatar nel febbraio 2010. I principali risultati della prima stagione furono un terzo posto alla Binche-Tournai-Binche, un quattordicesimo al Circuit franco-belge, un diciottesimo al Giro dell'Emilia, un sedicesimo alla Settimana Ciclistica Lombarda, un diciassettesimo alla Vuelta a Murcia e un diciannovesimo alla Freccia del Brabante.
Nel 2011 fu quarto alla Quatre jours de Dunkerque e settimo al Grand Prix de Plumelec-Morbihan a maggio. Nel mese successivo concluse quattordicesimo al Critérium du Dauphiné e sesto ai campionati olandesi. A luglio partecipò per la prima volta al Tour de France, concludendo al ventesimo posto della classifica generale. In estate rinnovò anche il contratto con la Vacansoleil fino al 2013.
Durante la stagione successiva, Ruijgh fu vittima di cadute durante la prima settimana del Tour de France. Si ritirò dopo la salita del col de la Madeleine durante l'undicesima tappa. Un mese dopo prese il via anche alla Vuelta a España, ritirandosi durante la diciassettesima frazione. Nel 2013 concluse al 53º posto il Giro d'Italia, partecipando anche a numerose classiche e brevi gare a tappe del calendario World Tour.

### 2014-2018: gli ultimi anni e il ritiro
Nel 2014, in seguito alla chiusura della Vacansoleil, passò alla squadra continentale belga Vastgoedservice-Golden Palace Continental. Durante il mese di giugno conquistò la prima vittoria da professionista, imponendosi in solitaria sul traguardo del Memorial Philippe Van Coningsloo, gara di classe 1.2 del calendario Europe Tour. Nel 2015 concluse nono alla Druivenkoers, mentre nel 2017, al primo anno in maglia Tarteletto-Isorex, vinse la classifica generale del Tour of Iran (Azarbaijan), corsa di sei giorni nell'Azerbaigian persiano.
A fine 2018, dopo una stagione senza particolari acuti, annunciò il ritiro dall'attività.

## Palmarès
- 2004 (Juniores)

Classifica generale Giro della Lunigiana
- 2005 (Amuzza.com-Davo, una vittoria)

2ª tappa OZ Wielerweekend (cronometro)
- 2009 (PPL-Belisol, due vittorie)

Romsée-Stavelot-Romsée
1ª tappa Tour de Liège (Blegny > Blegny)
- 2014 (Vastgoedservice-Golden Palace, una vittoria)

Memorial Philippe Van Coningsloo
- 2017 (Tarteletto-Isorex, una vittoria)

Classifica generale Tour of Iran (Azarbaijan)

### Altri successi
- 2009 (PPL-Belisol)

Criterium Bovelingen-Heers
- 2011 (Vacansoleil)

Profronde van Maastricht
Profronde van Almelo
- 2012 (Vacansoleil)

Profronde van Heerlen

## Piazzamenti

### Grandi Giri
- Giro d'Italia

2013: 53º
- Tour de France

2011: 20º
2012: ritirato (11ª tappa)
- Vuelta a España

2012: ritirato (17ª tappa)

### Classiche monumento
- Liegi-Bastogne-Liegi

2012: 81º
2013: 129º
- Giro di Lombardia

2013: ritirato

### Competizioni mondiali
- Campionati del mondo su strada

Verona 2004 - In linea juniors: 46º
Varese 2008 - In linea Under-23: 60º